# Ufuk Talay
Ufuk Talay est un footballeur australien reconverti entraîneur, né le 26 mars 1976.
Il commence sa carrière professionnelle en Australie, avant de partir en Turquie.
Il signe à Galatasaray en 1995, mais il passe la plupart du temps en prêt dans d'autres équipes turques, et en France au Nîmes Olympique, qui joue alors en Ligue 2.
En 2002, il signe à Gaziantepspor ou il reste deux saisons, avant de partir pour le Mersin Idmanyurdu.
Il quitte ensuite les championnats turcs, et retourne durant trois saisons en Australie, au Sydney FC, où il étoffe son palmarès.
En 2008, il signe en faveur du club japonais de l'Avispa Fukuoka qui évolue en J. League 2.
Début 2009, il rentre en Australie et signe au North Queensland Fury FC.
Il est d'origine turque, et est capable de parler couramment turc.

## Palmarès
- Coupe des Champions d'Océanie
  - Vainqueur : 2005 avec le Sydney FC

- Championnat d'Australie
  - Champion : 2006 avec le Sydney FC

- Championnat de Turquie
  - Champion : 1999 avec Galatasaray SK